# The Miracle of Love
«The Miracle of Love» — песня британского музыкального дуэта Eurythmics, написанная Энни Леннокс и Дэвидом Стюартом для шестого студийного альбома Revenge (1986). Была выпущена как третий сингл с этого альбома и поднялась в UK Singles Chart до 23 места. В музыкальных чартах ряда стран Европы и в Австралии песня попала в 20 лучших, а в польском хит-параде достигла высшей строчки.

## Позиции в чартах
| Чарт (1986)               | Наивысшая позиция |
| ------------------------- | ----------------- |
| Belgian Singles Chart     | 15                |
| Dutch Singles Chart       | 43                |
| French Singles Chart      | 16                |
| German Singles Chart      | 53                |
| Irish Singles Chart       | 10                |
| New Zealand Singles Chart | 30                |
| Polish Singles Chart      | 1                 |
| Swedish Singles Chart     | 18                |
| Swiss Singles Chart       | 21                |
| UK Singles Chart          | 23                |